# 크리스찬 베일
크리스찬 찰스 필립 베일(영어: Christian Charles Philip Bale 크리스천 찰스 필립 베일[*], 1974년 1월 30일 ~ )은 웨일스에서 태어난 잉글랜드인 배우이다.

## 경력
크리스찬 베일은 13세 때 스티븐 스필버그가 감독한 영화 〈태양의 제국〉에 주연을 맡아 제이차세계대전 때 부모를 잃고 일본제국의 외국인 포로수용소에서 모험하는 영국 국적의 소년 '짐 그레이엄' 역을 연기해 세간에 주목받는다. 영화 〈배트맨 비긴즈〉와 〈다크 나이트〉 '브루스 웨인' 역과 〈아메리칸 사이코〉의 낮에는 여피족이자 밤에는 연쇄 살인범인 '패트릭 베이트먼' 역으로 유명하다. 2010년 유명한 복서인 미키 워드의 성공기를 담은 영화 〈파이터〉에 출연해 미키 워드의 형인 '디키 에클런드' 역을 연기해 평단에 극찬받으면서 제68 회 골든글러브남우조연상, 제17 회 아메리카합중국배우조합남우조연상, 제83 회 아카데미최우수남우조연상을 받았다. 할리우드의 블록버스터 영화는 물론 저예산 독립 영화에도 가리지 않고 출연한다.

## 사생활
크리스찬 베일은 2000년 1월 29일, 세르비아계 미국인 모델 시비 블라직(1970년 출생)과 결혼했고 이 부부 슬하에는 딸 에밀린(2005년 출생)과 아들 조셉(2014년 출생)이 있다. 크리스찬 베일은 1992년부터 캘리포니아주나 로스앤젤레스에서 거주한다. 베일은 2010년 미국 시민권을 취득했다.
자신의 아버지처럼 크리스찬 베일은 그린피스와 세계자연기금 같은 환경단체를 적극으로 지원한다. 또한 크리스찬 베일은 자신의 아내 시비와 함께 다이앤 포시 고릴라 기금의 이사회에서 활동한다.

## 출연 작품

### 영화
- 《아나스타샤》 (Anastasia, 1986년)
- 《미오 민 미오》 (Mio in the Land of Fareway, 1987년)
- 《태양의 제국》 (Empire Of The Sun, 1987년) : 제이미 (짐 그레이엄) 역
- 《헨리 5세》 (Henry V, 1989년)
- 《보물섬》 (Treasure Island, 1990년) : 짐 호킨스 역
- 《탐정 스마일리》 (A Murder Of Quality, 1991년)
- 《뉴스보이》 (Newsies, 1992년) : 잭 카우보이 켈리 역
- 《스윙 재즈》 (Swing Kids, 1993년) : 토마스 역
- 《작은 아씨들》 (Little Women, 1994년) : 로리 역
- 《포카혼타스》 (Pocahontas, 1995년) : 토마스 목소리 역
- 《비밀요원》 (The Secret Agent, 1996년)
- 《여인의 초상》 (The Portrait Of A Lady, 1996년)
- 《메트로 랜드》 (Metroland, 1997년) : 크리스 역
- 《올 더 리틀 애니멀》 (All The Little Animals, 1998년)
- 《벨벳 골드마인》 (Velvet Goldmine, 1999년) : 아서 스튜어트 역
- 《한여름 밤의 꿈》 (A Midsummer Night's Dream, 1999년) : 디미트리어스 역
- 《샤프트》 (Shaft, 2000년)
- 《아메리칸 사이코》 (American Psycho, 2000년) : 패트릭 베이트만 역
- 《코렐리의 만돌린》 (Captain Corelli's Mandolin, 2001년) : 만드라스 역
- 《로렐 캐년》 (Laurel Canyon, 2002년)
- 《이퀄리브리엄》 (Equilibrium, 2002년) : 존 프레스턴 역
- 《레인 오브 파이어》 (Reign Of Fire, 2002년) : 퀸 애버크롬비 역
- 《하울의 움직이는 성》 (Howl's Moving Castle, 2004년) : 하울 영어 목소리 역
- 《머시니스트》 (The Machinist, 2004년) : 트레버 레즈닉 역
- 《하쉬 타임》 (Harsh Times, 2005년) : 짐 데이비드 역
- 《뉴 월드》 (The New World, 2005년) : 존 롤프 역
- 《배트맨 비긴즈》 (Batman Begins, 2005년) : 브루스 웨인 / 배트맨 역
- 《레스큐 돈》 (Rescue Dawn, 2006년)
- 《프레스티지》 (The Prestige, 2006년) : 앨프리드 보든 역
- 《아임 낫 데어》 (I'm Not There, 2007년) : 잭 콜린스/패스터 존 역
- 《3:10 투 유마》 (3:10 to Yuma, 2007년) : 댄 에번스 역
- 《다크 나이트》 (The Dark Knight, 2008년) : 배트맨/브루스 웨인 역
- 《터미네이터: 미래전쟁의 시작》 (Terminator Salvation, 2009년) : 존 코너 역
- 《퍼블릭 에너미》 (Public Enemies, 2009년) : 멜빈 퍼비스 역
- 《파이터》 (The Fighter, 2010년) : 디키 에클런드 역
- 《진링의 13소녀》 (The Flowers of War, 2011년) : 존 역
- 《다크 나이트 라이즈》 (The Dark Knight Rises, 2012년) : 배트맨/브루스 웨인 역
- 《아메리칸 허슬》 (American Hustle, 2013년) : 어빙 로젠펠드 역
- 《아웃 오브 더 퍼니스》 (Out of the Furnace, 2013년) : 러셀 베이즈 역
- 《엑소더스: 신들과 왕들》(Exodus Gods and Kings, 2014년) : 모세 역
- 《나이트 오브 컵스》 (Knight of Cups, 2015년) : 릭 역
- 《더 딥 블루 굿-바이》(The Deep Blue Good-By, 2016년) : 트래비스 맥기 역
- 《빅쇼트》(The Big Short, 2016년) : 마이클 버리 역
- 《송 투 송》(Song to Song, 2017년)
- 《바이스》(Vice, 2018년) : 딕 체니 역
- 《정글북: 오리진》(Jungle Book : Origins, 2018년) : 바기라 목소리 역
- 《더 딥 블루 굿-바이》(The Deep Blue Good-By, 2018년)
- 《포드 V 페라리》(Ford v. Ferrari, 2019년) : 켄 마일스 역
- 《토르: 러브 앤 썬더》(Thor: Love and Thunder, 2022년)
- 《암스테르담》(Amsterdam, 2022년)
- 《그대들은 어떻게 살 것인가》(2023년) - 마키 마히토 역 (영어 목소리)
- 《페일 블루 아이》(The Pale Blue Eye, 2022년) - 어거스터스 랜도 역
- 《더 브라이드!》(The Bride!, 2026년) - 프랑켄슈타인 역
- 《매든》(Madden, 미정) - 알 데이비스 역

### 텔레비전
- Up Close With Carrie Keagan (2007-13년) : 초대손님

## 수상 경력
- 1987년 제58회 미국비평가협회상 청소년연기상
- 1989년 영 아티스트 어워즈 젊은남자배우상
- 2001년 어워즈씨어큐트커뮤니티어워즈 남우주연상
- 2001년 판고리아체인쉐어워즈 남우주연상
- 2001년 클로트루디스영화제 남우주연상
- 2004년 제37회 시체스국제영화제 남우주연상
- 2006년 제15회 MTV영화제 최고의 영웅상
- 2006년 제32회 새턴어워즈 최우수 남우주연상
- 2006년 스페이스초이스어워즈 최고의 영화 속 영웅상
- 2008년 러시안네셔널무비어워즈 외국남자배우상
- 2008년 샌디에고비평가협회상 특별상
- 2008년 제23회 인디펜던트스피릿어워즈 로버트 알트먼상
- 2008년 스크림어워즈 최고의 영웅상
- 2009년 엠파이어어워즈 남우주연상
- 2009년 제35회 피플스초이스어워즈 가장좋아하는 영웅상
- 2009년 제35회 피플스초이스어워즈 가장좋아하는 스크린 마취업상
- 2010년 앨리스 오브 우먼 저널리스트 어워즈 남우조연상
- 2010년 에뉴월 어워즈.컴 무비 어워즈 남우조연상
- 2010년 IGN썸머무비어워즈 남우주연상
- 2010년 오스틴비평가협회상 남우조연상
- 2010년 블랙영화비평가협회상 남우조연상
- 2010년 제31회 보스턴비평가협회상 남우조연상
- 2010년 센트럴오하이오비평가협회상 남우조연상
- 2010년 제23회 시카고비평가협회상 남우조연상
- 2010년 제75회 뉴욕비평가협회상 남우조연상
- 2010년 노스텍사스비평가협회상 남우조연상
- 2010년 댈러스-포트워스비평가협회상 남우조연상
- 2010년 오클라호마비평가협회상 남우조연상
- 2010년 캔자스시티비평가협회상 남우조연상
- 2010년 루와비평가협회상 남우조연상
- 2010년 인디애나기자비평가협회상 남우조연상
- 2010년 덴버비평가협회상 남우조연상
- 2010년 라스베가스비평가협회상 남우조연상
- 2010년 디트로이트비평가협회상 남우조연상
- 2010년 유타비평가협회상 남우조연상
- 2010년 어워즈씨어큐트커뮤니티어워즈 남우조연상
- 2010년 골든스모이스어워즈 남우조연상
- 2010년 제9회 워싱턴비평가협회상 남우조연상
- 2010년 포닉스비평가협회상 남우조연상
- 2010년 제15회 새틀라이트시상식 남우조연상
- 2011년 St.루이스 게이트웨이 비평가협회상 남우조연상
- 2011년 벤쿠버비평가협회상 남우조연상
- 2011년 플로리다비평가협회상 남우조연상
- 2011년 제82회 미국비평가협회상 남우조연상
- 2011년 휴스턴비평가협회상 남우조연상
- 2011년 골드더비어워즈 남우조연상
- 2011년 인터네셔널온라인시네마어워즈 남우조연상
- 2011년 이탈리안온라인무비어워즈 남우조연상
- 2011년 온라인영화비평가협회상 남우조연상
- 2011년 온라인영화&텔레비전협회상 남우조연상
- 2011년 제68회 골든글로브시상식 남우조연상
- 2011년 제31회 런던비평가협회상 영국남우주연상
- 2011년 제16회 크리틱스초이스어워즈 남우조연상
- 2011년 제17회 미국배우조합상 영화부문 남우조연상
- 2011년 제83회 아카데미시상식 남우조연상
- 2012년 SESC필름페스티벌 외국남자배우상
- 2016년 제21회 크리틱스초이스어워즈 코미디 영화부문 남우주연상
- 2016년 제20회 새틀라이트시상식 남우조연상
- 2018년 캔자스시티비평가협회상 남우주연상
- 2018년 댈러스-포트워스비평가협회상 남우주연상
- 2018년 필라델피아비평가협회상 남우주연상
- 2019년 휴스턴비평가협회상 남우주연상
- 2019년 제76회 골든글로브시상식 뮤지컬/코미디부문 남우주연상
- 2019년 제24회 크리틱스초이스어워즈 코미디 영화부문 남우주연상
- 2019년 제24회 크리틱스초이스어워즈 남우주연상